# Le Peuple (1848)
Pour les articles homonymes, voir Le Peuple.
Le Peuple est un journal français publié entre novembre 1848 et juin 1849.

## Histoire
Le journal socialiste Le Représentant du peuple, qui compte Pierre-Joseph Proudhon parmi ses collaborateurs, est suspendu par les autorités le 21 août 1848. Pour le remplacer, Proudhon fonde Le Peuple. Ce titre est libre depuis le 18 juin précédent, quand Le Peuple, journal rédigé par Adèle et Alphonse Esquiros, a été rebaptisé L'Accusateur public.
Un premier numéro spécimen paraît le 2 septembre, mais sans cautionnement légal. Le gérant du Peuple, Georges Duchêne, est par conséquent condamné à 200 francs d'amende et un mois de prison. Il faut donc attendre le mois de novembre pour que la parution du journal devienne régulière, tout d'abord hebdomadaire puis quotidienne.
Proudhon est le directeur du journal, qui a pour administrateur Charles Fauvety, ancien directeur du Représentant du peuple. La continuité avec de dernier titre est manifestée par la reprise de sa devise, qui pastichait Qu'est-ce que le Tiers-État ? : « Qu'est-ce que le producteur ? Rien. Que doit-il être ? Tout. - Qu'est-ce que le capitaliste ? Tout. Que doit-il être ? Rien ».
De nombreuses poursuites et condamnations frappent bientôt Le Peuple et son gérant : douze procès entraînent 80 000 francs d'amende et, surtout, trente-trois années de peine d'emprisonnement. Duchêne sera finalement libéré grâce à l'amnistie du 2 décembre 1852.

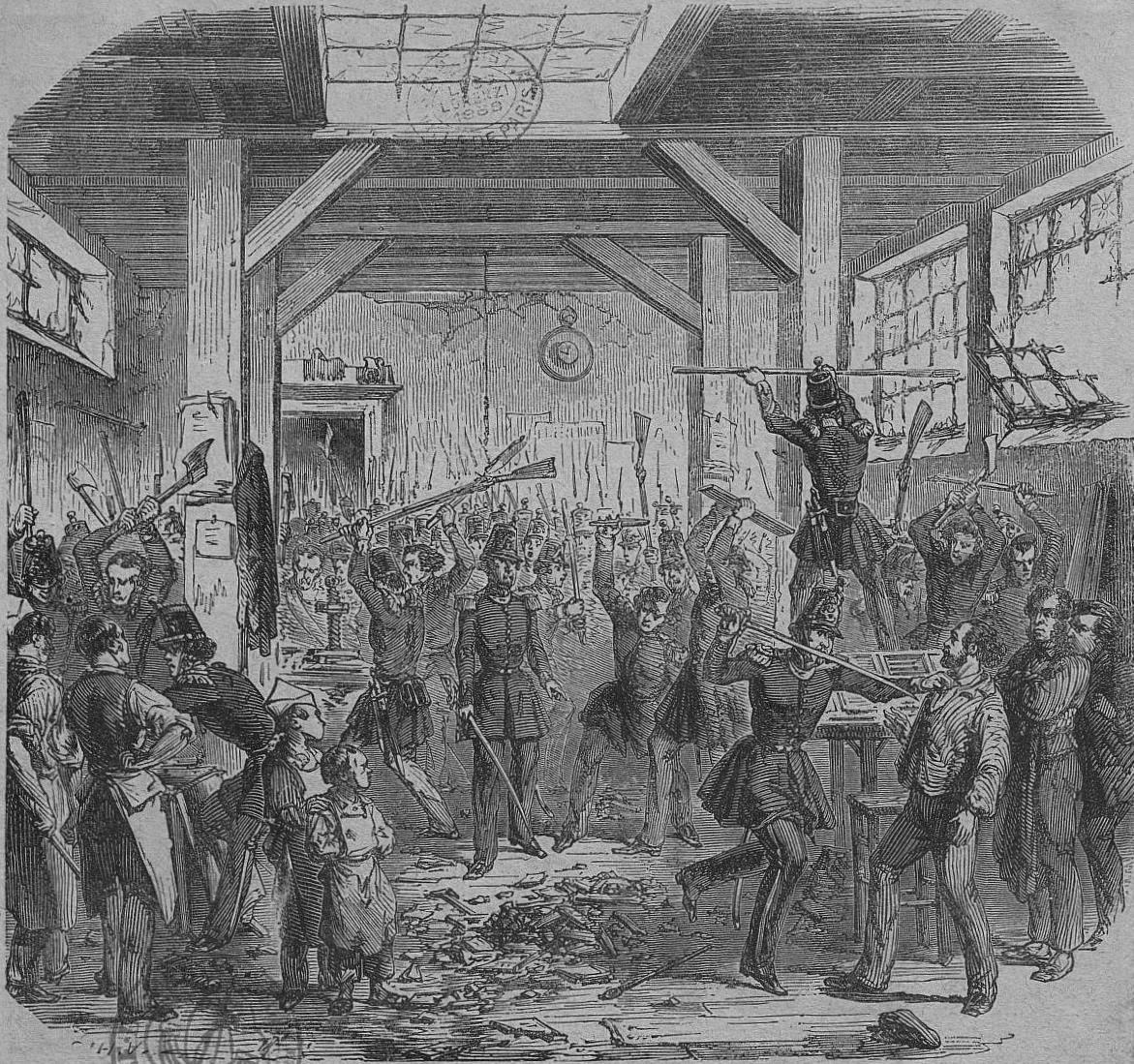
Journée du 13 juin 1849 : la troupe dévaste l'imprimerie Boulé, au no 5 rue Coq-Héron, où était imprimé Le Peuple, qui y avait également ses bureaux.

Organe « montagnard », Le Peuple soutient la candidature de François-Vincent Raspail lors de l'élection présidentielle de décembre 1848 et publie la déclaration de la Montagne au peuple français à la veille de la Journée du 13 juin 1849. Compromis dans cet épisode insurrectionnel, Le Peuple est contraint de cesser sa publication.
Il faut attendre le 1er octobre suivant pour voir le lancement du successeur du journal défunt. Il s'agit de La Voix du peuple, qui sera remplacée à son tour l'année suivante par Le Peuple de 1850.

## Collaborateurs
- Ch. Cheyé[1]
- A. Crétin[1]
- Alfred Darimon[1]
- Taxile Delord[1]
- Georges Duchêne[1]
- Pierre Dupont[1]
- Félix Élie[1]
- Philippe Faure[1]
- Charles Fauvety[1]
- Arnould Frémy (d)[1]
- Pierre Lachambeaudie[1]
- Amédée Jérôme Langlois[1]
- A.-D. Laumondays[1]
- Alfred Madier de Montjau[1]
- Louis Ménard[1]
- Melvil-Bloncourt[4]
- Gabriel de Mortillet[1]
- Pierre-Joseph Proudhon[1]
- François-Vincent Raspail[1]
- Pauline Roland[1]
- Ramón de la Sagra[1]
- A. Tabole[1]
- Louis Vasbenter[1]
- Jean Verlot[1]